# Чемпионат мира по хоккею с мячом 2022
Чемпионат мира по хоккею с мячом 2022 — 41-е первенство мира, турниры А и B должны были пройти в 2021 году на Республиканском стадионе в Сыктывкаре, Россия, но были перенесены на 27 марта — 3 апреля 2022 года. Турнир В в феврале 2022 года отменён решением Международной федерации бенди (FIB) из-за отказа большей части команд-участниц в условиях ситуации с распространением COVID-19. 1 марта 2022 года Международная федерация хоккея с мячом приняла решение отложить проведение чемпионата. В итоге, чемпионат 2022 года не был проведён.

## Регламент и команды-участницы
Состав участников не был определён, в частности, из-за того, что турнир А чемпионата мира по хоккею с мячом 2020 года был перенесён из-за пандемии коронавируса сначала на октябрь 2021 года, а затем из-за отказа от участия сборных Швеции и Финляндии перенесён на неопределённое время. По итогам турнира В 2020 года в турнир А должна перейти сборная Венгрии.